# I Can't Be with You
«I Can't Be with You» —en españolː No puedo estar junto a ti— es una canción de la banda irlandesa de rock The Cranberries, publicada por Island Records el 27 de febrero de 1995 como el tercer sencillo encargado de promocionar No Need to Argue, el segundo álbum de estudio de la agrupación.
El sencillo logró un éxito moderado en la mayoría de las listas musicales de Europa, viendo su mayor éxito en Islandia alcanzando la primera posición en abril de 1995, siendo el tercer sencillo consecutivo de la banda en alcanzar el número uno en ese territorio.
La canción, cuya letra habla de estar lejos de un ser querido y sobre el deseo de la madurez, fue compuesta por Dolores O'Riordan y Noel Hogan; O'Riordan escribió la letra mientras que la música fue coautoría de ella junto a Hogan y la producción estuvo a cargo de Stephen Street.

## Rendimiento comercial y recepción de la crítica
Pese a que la canción no logró igualar el éxito de los dos sencillos predecesores del álbum («Zombie» y «Ode to My Family») logró convertirse en un hit moderado sobre todo en Europa: en Francia llegó al puesto 24; 23 en el Reino Unido, en Irlanda, su país de origen, se posicionó en el número 21 mientras que en Países Bajos alcanzó las posiciones 25 y 11 de sus listas musicales. En Islandia el sencillo fue todo un éxito ya que logró escalar a la primera posición y fue la trigésima canción más exitosa de 1995 en esa nación.
En Oceanía tuvo un recepción similar que en Europa: en Australia su máxima posición fue el número 30, mientras que en Nueva Zelanda 
llegó al puesto 25.
«I Can't Be with You» recibió reseñas positivas por parte de la crítica; el escritor musical James Masterton la describió «como otro sencillo épico» de The Cranberries en su comentario semanal en las listas de éxitos del Reino Unido, y agregó que el canto de O'Riordan suena «tan inquietantemente encantador como siempre», en tanto que en la reseña de Sputnikmusic se escribió que la voz de O'Riordan «hace un hermoso trabajo en canciones como 'Ode to My Family' y 'I Can't Be With You'». En retrospectiva y tras el deceso de O'Riordan en 2018, el sito Jenesaispop destacó que «es la canción pop perfecta y la producción más ambiciosa ejercida con el grupo por Stephen Street».

## Formatos y arte del disco
Island Records publicó «I Can't Be with You» en diversos formatos físicos, en varios países apareció en sencillo en CD, maxisencillo, vinilo de 7" y casete, en los cuales se incluyó como lado B una versión de «(They Long to Be) Close to You» de la banda estadounidense The Carpenters además de versiones en directo de «Zombie», «Empty» y «Daffodil Lament».
El arte del disco fue diseñado por Cally y la portada del sencillo fue tomada por Andy Earl; en ella se muestra al sofá que aparece en la portada de los álbumes Everybody Else Is Doing It, So Why Can't We? (1993) y No Need to Argue y del sencillo «Ode to My Family», con la diferencia que esta oportunidad el sofá aparece vacío sin los integrantes de The Cranberries sentados en él.

## Vídeo musical
El vídeo musical de «I Cant Be with You» fue dirigido por Samuel Bayer y grabado en febrero de 1995, siendo el tercer vídeo de la banda en el que Bayer ejerció de director tras «Zombie» y «Ode to My Family». El clip muestra Dolores O'Riordan ataviada con ropa de los años 20, arrodillada junto a una cama y bañando a un niño en una pequeña bañera. Luego aparece caminando por edificios y calles desoladas con una antorcha de madera junto a un anciano vestido como un ángel que a menudo aparece de fondo. A lo largo del vídeo se ve a la banda tocando en unos pastizales vestidos con trajes rojos. Al final el anciano regresa al lugar donde fue visto al comienzo del clip. Varias de las escenas fueron filmadas en Copped Hall, una casa de campo inglesa de mediados del siglo XVIII cerca de Epping en el condado de Essex.

## Lista de canciones
| Vinilo de 7" en Reino Unido y Europa 1. «I Can't Be with You» - 3:08 2. «(They Long to Be) Close to You» 2:41 Sencillo en CD 1 en Reino Unido, sencillo en CD en Australia e Israel 1. «I Can't Be with You» - 3:08 2. «(They Long to Be) Close to You» - 2:41 3. «Empty» - 3:37 (en vivo en la BBC Radio One FM Sesión, 26 de septiembre de 1994) Sencillo en CD 2 en Reino Unido y Europa 1. «I Can't Be with You» - 3:08 2. «Zombie» 4:16 (acústico, MTV Europe's 'Most Wanted') 3. «Daffodil Lament» - 4:41 (en vivo en Feile, Tipperary, 30 de julio de 1994) Sencillo en CD cardboard sleeve en Australia y sencillo en CD en Japón 1. «I Can't Be with You» 2. «Empty» (en vivo en la BBC Radio One FM Evening Session, 26 de septiembre de 1994) 3. «I Can't Be with You» (en vivo en la BBC Radio One FM Evening Session, 26 de septiembre de 1994) | Sencillo en CD de edición limitada en Francia 1. «I Can't Be with You» - 3:08 2. «Empty» 3:37 (en vivo en la BBC Radio One FM Evening Session, 26 de septiembre de 1994) 3. «I Can't Be with You» 3:06 (en vivo en la BBC Radio One FM Evening Session, 26 de septiembre de 1994) 4. «Daffodil Lament» - 4:41 (en vivo en Feile, Tipperary, 30 de julio de 1994) Sencillo en CD cardboard sleeve de dos pistas en Europa 1. «I Can't Be with You» - 3:08 2. «Empty» - 3:37 (en vivo en la BBC Radio One FM Evening Session, 26 de septiembre de 1994) |

## Posicionamiento en las listas

### Posicionamiento semanal
| País          | Lista (1995)             | Puesto |
| ------------- | ------------------------ | ------ |
| Australia     | ARIA Singles Chart       | 30     |
| Escocia       | Official Charts Company  | 26     |
| Europa        | Eurochart Hot 100        | 57     |
| Francia       | SNEP                     | 24     |
| Irlanda       | Irish Singles Chart      | 21     |
| Islandia      | Íslenski Listinn Topp 40 | 1      |
| Países Bajos  | Nederlandse Top 40       | 18     |
| Países Bajos  | Single Top 100           | 11     |
| Nueva Zelanda | Recorded Music NZ        | 25     |
| Reino Unido   | UK Singles Chart         | 23     |

### Posicionamiento anual
| País     | Lista (1995)             | Puesto |
| -------- | ------------------------ | ------ |
| Islandia | Íslenski Listinn Topp 40 | 30     |

## Créditos
| The Cranberries - Dolores O'Riordan - voz, teclados - Noel Hogan - guitarra eléctrica - Mike Hogan - bajo - Fergal Lawler - batería, percusión Técnicos - Stephen Street - producción, ingeniero de sonido | Diseño - Cally - dirección de arte, diseño - Andy Earl - fotografía |